# Adams County (Mississippi)
 For alternative betydninger, se Adams County. (Se også artikler, som begynder med Adams County)
Adams County er et county i den amerikanske delstat Mississippi. Adams County blev grundlagt i 1799. Det samlede areal er 1.259 km², hvoraf 1.192 km² er land.
Administrativt centrum i Adams County er Natchez.
- Wikimedia Commons har flere filer relateret til Adams County (Mississippi)

31°30′N 91°18′V / 31.500°N 91.300°V
|  | Infoboks uden skabelon Denne artikel har en infoboks dannet af en tabel eller tilsvarende. |